# Pierre-Henri-Dieudonné Bourlon
Pour les articles homonymes, voir Bourlon (homonymie).
Pierre-Henri-Dieudonné Bourlon (29 juin 1801 à Port-au-Prince - 26 octobre 1873 à Paris) est un homme politique français.

## Biographie
Fils de Dieudonné Edmond Bourlon et d'Anne Elisabeth Adam (remarié à Jean Samuel Cléophas Dumoustier de Vrilly, neveu de Jean-Aubin Dumoustier de Frédilly), neveu puis gendre du maréchal Clauzel, Pierre-Henri-Dieudonné Bourlon vint de bonne heure en France et se destina à la haute industrie. À 29 ans, il était administrateur des Messageries générales, et, ayant pris une part active à la création des chemins de fer, devint administrateur de la Compagnie d'Orléans. 
Le 1er août 1846, il se porta candidat, sans succès, à la députation dans le 3e collège électoral de la Vienne (Civray). À une élection partielle du 13 janvier 1849, il eut la même sort ; mais, élu conseiller général de la Vienne par le canton de Charroux en 1852, il devint, le 29 février de la même année, député au Corps législatif dans la 1re circonscription électorale de la Vienne (Poitiers). Il siégea silencieusement dans la majorité impérialiste. Son mandat lui fut renouvelé, comme candidat officiel, le 22 juin 1857, contre Henri David de Thiais, ancien préfet.
Les circonscriptions du département ayant été remaniées pour les élections du 1er juin 1863, Bourlon fut élu dans la 3e circonscription (Civray). Privé de l'appui de l'administration aux élections de 1869, il ne fut pas élu et rentra dans la vie privée.

## Sources
- « Pierre-Henri-Dieudonné Bourlon », dans Adolphe Robert et Gaston Cougny, Dictionnaire des parlementaires français, Edgar Bourloton, 1889-1891 [détail de l’édition]